# Kanton Wittenheim
Wittenheim is een kanton van het Franse departement Haut-Rhin. Het kanton maakt deel uit van het arrondissement Mulhouse.

## Geschiedenis
Tot 22 maart 2015 bestond het kanton, behalve uit de hoofdplaats Wittenheim zelf, uit de gemeenten Kingersheim, Lutterbach, Pfastatt, Reiningue en Richwiller. Deze gemeenten werden opgenomen in het op die dag gevormde kanton Kingersheim. De gemeenten Staffelfelden, Wittelsheim werden overgeheveld van het kanton Cernay nadat je op 1 januari van dat jaar bij de opheffing van het arrondissement Thann waren overgeheveld naar het arrondissement Mulhouse. Het arrondissement Thann was op 1 januari samengevoegd met het arrondissement Guebwiller tot het arrondissement Thann-Guebwiller en ook van arrondissement Guebwiller waren daarbij vijf gemeenten overgeheveld naar het arrondissement Mulhouse: Pulversheim, dat op 22 maart werd overgeheveld van het kanton Ensisheim naar het kanton Wittenheim en de gemeenten Berrwiller, Bollwiller, Feldkirch en Ungersheim, die op 22 maart van het op die dag opgeven kanton Soultz-Haut-Rhin werden aangehecht.

## Gemeenten
Het kanton Wittenheim omvat de volgende gemeenten:
- Berrwiller
- Bollwiller
- Feldkirch
- Pulversheim
- Ruelisheim
- Staffelfelden
- Ungersheim
- Wittelsheim
- Wittenheim